# Tierno Monénembo
Tierno Monénembo (de su verdadero nombre Thierno Saïdou Diallo, nacido en Porédaka, 21 de julio de 1947) escritor guineano en francés laureado con el premio Renaudot en 2008.
En 1969, este hijo de funcionario abandona Guinea huyendo de la dictadura de Ahmed Sékou Touré y viaja a Senegal y más tarde a Costa de Marfil antes de instalarse en Francia donde se doctora en bioquímica en la Universidad de Lyon y publica su primera novela en 1973. 

## Premios
- Prix Renaudot en 2008 por Le Roi de Kahel